# Nederstigen i dödsriket
Nederstigen i dödsriket är en roman med undertiteln Fem veckor i Londons fattigvärld, skriven av Ivar Lo-Johansson och utgiven 1929.

## Handling
Boken skildrar hur författaren lever under en tid i Londons fattigkvarter, East End. Boken är kraftigt inspirerad av Jack Londons roman Avgrundens folk (The People of the Abyss, 1903). I boken ger författaren uttryck för ett starkt drag av antisemitism, då den judiska befolkningen i East End utmålas i kraftigt nedsättande och stereotypa drag.